# 郑州市中原区向阳小学
郑州市中原区向阳小学，是中国河南省郑州市的一所小学，位于河南省郑州市中原区中原西路罗庄。

## 沿革
向阳小学位于中原西路与华山路交叉口的罗庄村内，学校始建于1949年，占地面积3872.7平方米、建筑面积2880平方米。